# NGC 4786
NGC 4786 é uma galáxia elíptica (E) localizada na direcção da constelação de Virgo. Possui uma declinação de -06° 51' 33" e uma ascensão recta de 12 horas, 54 minutos e 32,3 segundos.
A galáxia NGC 4786 foi descoberta em 17 de Abril de 1784 por William Herschel.